# Locust Fork (Alabama)
Locust Fork est une ville du comté de Blount, en Alabama, aux États-Unis,.
Selon la tradition locale, le général Andrew Jackson a campé avec ses troupes dans la région et gravé son nom, à l'aide d'une fourchette, en anglais : fork, sur un caroubier, en anglais : locust-tree, en bordure de la rivière Black Warrior, baptisant ainsi la future ville. Les premiers colons s'y installent vers 1819. Une école est construite en 1921 et est agrandie en 1928. Locust Fork est incorporée en janvier 1977.

## Démographie
| 1980 | 1990 | 2000  | 2010  |
| ---- | ---- | ----- | ----- |
| 488  | 342  | 1 016 | 1 186 |

## Source de la traduction
- (en) Cet article est partiellement ou en totalité issu de l’article de Wikipédia en anglais intitulé « Locust Fork, Alabama » (voir la liste des auteurs).